# Hamilton (Massachusetts)
Pour les articles homonymes, voir Hamilton.
Hamilton est une ville du comté d'Essex, au Massachusetts, aux États-Unis.

## Personnalités liées à Hamilton
- Mary Abigail Dodge
- Bo Burnham,
- Michael Carter-Williams,
- David Morse,
- Kevin O'Connor,
- George S. Patton,
- George S. Patton IV,
- John Shea,
- Marcus Zegarowski,